# Suur-Randvere
Suur-Randvere est un village de la commune de Saaremaa du comté de Saare en Estonie.
Au 31 décembre 2011, il comptait 11 habitants.
Jusqu'au 21 octobre 2017, le village faisait partie de la commune de Lääne-Saare et s'appelait Randvere. Lorsque la commune de Lääne-Saare a été ajoutée à la commune fusionnée de Saaremaa, Randvere a été rebaptisée Suur-Randvere. A cette date, les villages voisins de Koidu, Põlluküla, Tamsalu et Viira furent également ajoutés à Suur-Randvere.